# Spigelia amambaiensis
Spigelia amambaiensis är en tvåhjärtbladig växtart som beskrevs av Francisco Javier Fernández Casas. Spigelia amambaiensis ingår i släktet Spigelia och familjen Loganiaceae. Inga underarter finns listade i Catalogue of Life.